# كيفن أوينز
كيفن ستين أوينز (ولد في 7 مايو 1984م في كيبك، كندا) هو مصارع كندي محترف، وقّع عقدًا مع دبليو دبليو إي في عرض رو، وعُرف في الحلبة باسم كيفين أوينز سابقًا، كان يصارع في اتحاد ROH (حلبة الشرف) باسم كيفين ستين وقد فاز ببطولة حلبة الشرف الفردية وببطولة حلبة الشرف للفرق. كما أنه كان جزءًا من اتحاد PWG وفاز ببطولة غيريلا برو ريسلينغ ثلاث مرات وفاز بها للفرق أيضًا. وفي 12 أغسطس، وقع كيفين عقدًا مع دبليو دبليو إي وانضم إلى إن إكس تي تحت اسم كيفين أوينز قبل الانضمام إلى دبليو دبليو إي، قضى كيفين 14 عامًا في مجال المصارعة المحترفة.

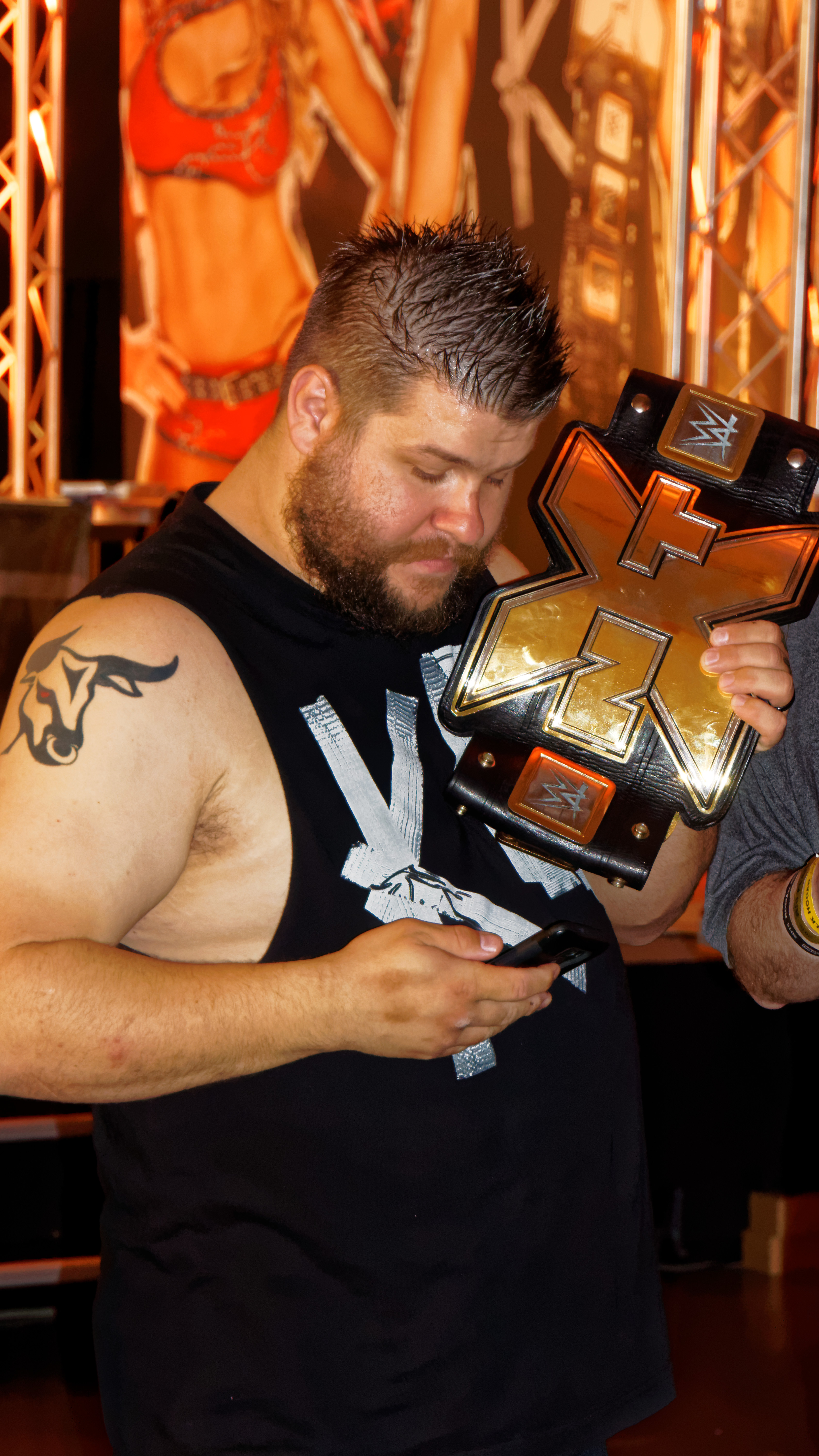
كيفين أوينز مع بطولة الNXT

## الاتحادات المستقلة (2004 - 2013)
ظهر ستين لأول مرة في اتحاد PWG في 14 ديسمبر 2004 وشارك في مباريات غير متلفزة. أقام أول نزال تلفزيوني له في فبراير 2005 باستخدام اسمه الحقيقي ودخل في منافسات مع عدة مصارعين من الاتحاد بما في ذلك سوبر دراغون وساموا جو والجينريكو واي جاي ستايلز. نجح في هزيمة ساموا جو في أول مواجهة بينهما وأيضًا جينريكو واي جاي ستايلز. تمكن أيضًا من الفوز بحزام PWG للوزن الثقيل في عرض أقيم في لندن في 6 أغسطس 2006. حافظ ستين على الحزام حتى تمكن جوي رايان من هزيمته في أكتوبر 2006. في أبريل 2007، حصل ستين وزميله في الجينريكو على حزام الفرق عندما هزموا رودريك سترونج واي باك. لكنهم خسروا الحزام قريبًا بعد ذلك لصالح سوبر دراغون وديفيد ريتشاردز في 25 أكتوبر 2007، وبعدها انفصل الفريق.
في 21 مارس 2008، عاد ستين للمنافسة على الحزام مرة أخرى في مباراة باتل رويال ولكن تم استبعاده كواحد من آخرين في المباراة. في عام 2010، وقع ستين عقدًا مع منظمة رينج أو أونر (ROH) وشارك أيضًا في PWG. قرر ستين إنهاء عقده مع PWG ليكرس وقته لـ ROH. خلال عام 2012، دخل في منافسات مع جاي بريسكوس على حزام ROH ونجح ستين في الفوز بالحزام في المواجهة الأولى، لكنه خسره لصالح جاي بريسكوس مرة أخرى.
آخر مباراة خاضها ستين في الاتحاد كانت في عام 2013 ضد ستيف كورينو، ونجح ستين في الفوز بمباراة دموية وقوية قبل أن يترك الاتحاد.

## المصارعة العالمية الترفيهية (2014 - حتى الآن)
وقّع ستين عقد مع WWE في 12 أغسطس 2014 باسم جديد وهو كيفن اوينز ليبدا العمل في قسم NXT. وظهر اوينز لأول مرة في NXT بعرض تيك اوفر في 11 ديسمبر 2014 وهزم المصارع سي جاي باركر وقام بتدميره وسبب له اصابة كسر بالأنف. وفي نفس العرض فاز زميلة السابق الجنيركو «سامي زين» بحزام NXT وخرج اوينز إلى الحلبة لتحدي سامي زين الذي قبل تحديه قام بضربة بحركة باورب بوب بوم. وعرض ان اكس تي في 18 ديسمبر 2014 واجه اوينز صديق سامي زين نيفل وانتهى اللقاء بإقصاء الطرفين ولكن ذلك لم يمنع اوينز من ممارسة وحشيتة وقام بتدمير نيفل وعمل حركة باورب بوم على حافة الحلبة. وواجه اوينز سامي زين في 11 فبراير 2015 عرض تيك اوفر وفاز عليه بالضربة القاضية ليربح حزام NXT وقام بتدمير زين وتعرضه لإصابة قوية جدا. ومع غياب زين ظهر المصارع فين بالور ليكون خصم اوينز ويتحداه في عرض تيك اوفر ف 25 مارس 2015 ونجح اوينز بالحفاظ على لقبة. وليعود زين بعد إصابته ويستكمل عدواته مع اوينز ليخسر نزالة مرة ويتعرض لإصابة خطيرة أبعدته عن الحلبات.
وفي عرض الوحش في الشرق في اليابان (Beast in the east) خسر اوينز الحزام لصالح فين بالور ويخسر سلسلته في الانتصارات.

## الصعود للعروض الرئيسية والعداء مع جون سينا وسيزارو (2015)
سجل اوينز ظهوره الأول في العروض الرئيسية في RAW عرض راو بتاريخ 19 مايو 2015 حينما قاطع بطل الولايات المتحدة جون سينا في تحديه المفتوح وقام بالهجوم عليه لتحدد مباراة بين الاثنين في عرض المنيشن تشامبر واستطاع ان يهزم ويحقق أول فوز له في العروض الرئيسية. وفي مباراة الإعادة في مهرجان ماني إن ذا بانك خسر اوينز اللقاء اوينز خادع سينا بمحاولة مصافحته لكن غدر فيه ونفذ ضربته القاضية power b powerbomb على حافة الحلبة. وطالب اوينز سينا بتحدٍ اخر على حزام الولايات المتحدة بعد خسارة اوينز لحزام NXT أمام بالور وقال إنه يريد ما يملكه جون سينا ليلعب مباراة على الحزام في باتل جراوند وفاز سينا حينما استسلم اوينز بإخضاع STF. بدا اوينز في عداوة جديدة مع الصلب سيزارو وذلك بعد هزيمة الأخير له في مباراة فرق بين دين امبروز وسيزارو وسيث رولينز واوينز. وقام كيفن اوينز بالاعتداء على سيزارو عدة مرات مما يرشح عداوة قوية بينهم.

## لقب القارات
بعد انتهاء كيفن اوينز من عداوته مع سيزارو بدأ بالدخول في منافسة لقب القارات وكان البطل وقتها رايباك وكيفن اوينز تحداه لكي يقبل رايباك التحدي وأصبحت مباراة رسمية بين كيفن اوينز ورايباك علي لقب القارات في عرض نايت اوف تشامبيونز 2015.
بدأت المواجهة الكبيرة بمحاولة من كلا المصارعين إثبات قوته للآخر، وكانت البداية في أغلبها لمصلحة رايباك الذي تمكن من حمل كيفين أوينز ودفعه خارج الحلبة، دخل الأخير بعد ذلك في أجواء المواجهة وبدأ بتوجيه الضربات القوية والعنيفة لخصمه العنيد وحاول تثبيته بصورة سريعة لكنه لم ينجح في مسعاه.
حاول رايباك العودة للنزال لكن خصمه أوينز حافظ على سيطرته مستخدما عنفه الكبير وحاول تثبيت مرّة أخرى باءت بالفشل كذلك الأمر، اتخذ أوينز بعد ذلك أسلوبا مغايرة وحاول الضغط على ذراع رايباك اليسرى وإجباره على الاستسلام أكثر من مرّة، لكنه واجه صمودا كبيرا من الفتى الكبير الذي نجح باستعادة السيطرة على المواجهة بدعم جماهيري ملحوظ.
لم تستمر سيطرة رايباك كثيرا وتبادل الضربات بعدها مع أوينز وقام بأول محاولة تثبيت له في النزال، وباغته أوينز الذي حظي بدعم جماهيري كبير هو الآخر بركلة أسقطته على أرض الحلبة، لكنها لم تفلح بتثبيته، للتوالى بعد ذلك محاولات كلا المصارعين بانتزاع الفوز بأي طريقة كانت، وخصوصا من طرف كيفين الذي ركّز على ذراع خصم.
ونجح كيفين أوينز في نهاية المطاف بانتزاع لقب القارّات بعد أن باغت رايباك الذي حمله لتنفيذ ضربته القاضية حيت تملص وقام بمحاولة تثبيت خاطفة من الخلف ضمنت له الفوز بأول لقب له في WWE منذ صعوده من عرض NXT.
وبعد فوز كيفن اوينز بدا مباشرة في الدفاع عنه في العرض الشهري الذي يلي عرض نايت اوف تشامبيونز وهو TLC وفي عرض الراو الذي يلي نايت تحدي دين امبروز كيفن اوينز واوينز وافق
وكانت مباراة حماسية جدا انتهت لصالح دين امبروز ليصبح بطل القارات للمرة الاولي في حياته
وبالطبع كان لكيفن اوينز مباراة ريماتش وكانت في رويال رامبل 2016 وكانت مباراة بدون قوانين ودين امبروز وكيفن اوينز ابدعوا في هذه المباراة ولكن النهاية كانت لصالح دين امبروز حيث احتفظ باللقب.

## عداوته مع سامي زين
بدأت العداوة مباشرة بعد راسلمانيا 32 حيث أعلن سامي زين عن تحديه لكيفن اوينز في احدي عروض الراو وكيفن اوينز وافق وأصبحت مباراة رسمية في بايباك 2016 والاثنين قدما مباراة رائعة النزال بين كيفين أوينز وسامي زين كان مثيرًا من اللحظة الأولى التي بدأ فيها حيث اشتبك الاثنين بصورة قوية في النزال الذي أقيم في عرض بايباك.
وكانت السيطرة في البداية من نصيب سامي زين الذي استخدم ضربته الطائرة إلى كيفين أوينز خارج الحلبة، ولكن سريعا استطاع كيفين أن يستعيد السيطرة ويقوم بتوجيه ضربات قوية إلى سامي زين ويحاول تثبيت أكتافه ولكن تلك المحاولة فشلت.
ومن جديد حاول كيفين أوينز أن يصبح متوحش بأقصى الدرجات من خلال توجيه ضربات قوية للغاية إلى سامي الذي كان يحاول أن يصمد أمامها دون جدوى.
ولكن بشكل رائع استطاع سامي زين أن يعود إلى أجواء اللقاء من خلال توجيه ضربات قوية للغاية إلى كيفين أوينز الذي انهار أمامها ليقوم سامي زين بمحاولة تثبيت أكتافه ولكنه فشل أيضا.
وبدأت بعد ذلك محاولات بالجملة بين الاثنين لتثبيت أكتاف الأخر لإنهاء النزال ولكن الإصرار عند كل منهما منع النزال من الانتهاء بشكل مثير للغاية.
وبعد حركات قاضية متبادلة بين الاثنين بشكل رائع استطاع كيفين أوينز أن يهزم سامي زين بشكل فاجأ الجمهور، وبعد انتهاء النزال قام كيفين أوينز بإجبار المذيع على أن يصعد إلى الحلبة ليستضيفه ليقول للجمهور أنه بعد هزيمة سامي زين سوف يعود للمنافسة على بطولة الانتركونتننتال وسوف يشاهد بنفسه النزال الذي سيقام بين سيزارو وذا ميز على تلك البطولة في عرض بايباك
وتم الإعلان في العرض الراو الذي يلي بايباك تم الإعلان عن مباراة بين ذاميز وكيفن اوينز وسامي زين وسيزارو
النزال الرباعي على بطولة الانتركونتننتال الذي أقيم في عرض اكستريم رولز كان قمة في الإثارة حيث بدأ سريعا بين كل من سامي زين وذا ميز وسيزارو وكيفين أوينز.
وفي بداية النزال قام سامي زين بإقصاء كيفين أوينز وهو نفس ما فعله سيزارو مع ذا ميز وبدا كل من زين وسيزارو في الصراع للفوز باللقاء ولكن كان هذا سابق لأوانه.
وفجأة استفاق كيفين أوينز وذا ميز من ضربة سامي زين ليعود للاشتراك في النزال الذي بدأ في التحاول إلى أكثر النزالات إثارة في تاريخ WWE وذلك بفضل سيزارو الذي أبدع خلال النزال بشكل لا يوصف.
وقام سيزارو في هذا النزال لتوجيه ضربات لا تصدق على رأسها قيامه بحمل كل من سامي زين ووكيفين أوينز وذا ميز ليلقيهم مرة واحدة على الحلبة، وحاول بعد ذلك قام بمحاول تثبيت أكتاف أي منه ولكنه فشل في ذلك.
واشتعلت الأجواء أكثر وأكثر داخل الحلبة وقام كل واحد من الأربعة استخدام ضرباته القاضية ولكن الأكثر صمودا كان سيزارو الذي جعل الجمهور يهتف بروعة هذا النزال، وبدأ سيزارو بلف ذا ميز عشرة لفات في ظل انهيار كيفين أوينز وسامي زين خارج الحلبة ذلك من أجل أن يقضي عليه تماما.
وبشكل أسطوري أخرج كل من النجوم الأربعة أروع ما عندهم من مهارات ليجعلوا الجميع في ذهول من روعة ذلك النزال، وكان كل منهم يمنع النزال من الانتهاء في اللحظة الأخيرة. ولكن أصيب الجمهور بخيبة الأمل بعد ذلك النزال الرائع بعد أن استغل ذا ميز الصراع بين أوينز وزين خارج الحلبة وانهيار سيزارو داخل الحلبة ليقوم بتثبيت أكتاف سيزارو ليفوز في النزال ويحافظ على بطولة الانتركونتننتال وبعدها تم الإعلان عن مباراة اخري بين كيفن اوينز وسامي زين في باتل جراوند 2016.
الصداقة التي تحولت إلى عداء شديد مازالت مستمرة بين كل من سامي زين وكيفين أوينز حيث أقيم نزال مثير بينهما خلال عرض باتلجراوند.
وبدأ هذا النزال سريعا بتبادل للضربات القوية بين الاثنين وبعد سيطرة قصيرة من سامي زين استطاع كيفين أوينز أن يسيطر بالكامل على النزال ليقوم أيضا باستعراض قوته بشكل فيه غرور بفضل تفوقه على سامي زين.
واستمرت سيطرة كيفين أوينز على النزال بشكل كبير أمام ضعف شديد من قبل سامي زين الذي كان يحاول بين الحين والأخر أن يفلت من قبضة كيفين أوينز الذي حاول أن يقوم بخنقه ليستسلم.
واستطاع بالفعل سامي زين أن يوجه ضربة خاطفة إلى كيفين أوينز أعطته الفرصة من أجل استجماع قوته مرة أخرى ليحاول السيطرة على النزال من جديد، ولكن كيفين أوينز هرب خارج الحلبة وهو ولكن سامي زين استطاع أن ينفذ واحدة من بين حركاته الرائعة والطائرة ليدمر كيفين أوينز ومن ثم يسحبه إلى داخل الحلبة مرة أخرى.
وأثناء قيام سامي زين بحركة طائرة إنهال على ذارعه الأيمن والذي شعر بالألم الشديد فيه وهو ما أثر على أدائه خلال النزال، وهو ما استغله كيفين أوينز بشكل ناجح وحاول سريعا أن يجبر سامي زين على الاستسلام. ولكن سامي زين أفلت من تلك المحاولة بوضع قدمه على الحبال ليوقف الحكم تلك المحاولة من كيفين إوينز لإجبار سامي زين على الاستسلام.
وبعد ذلك تبادل الاثنين العديد من الضربات المتتالية من أجل إنهاء النزال، ولكن كيفين أوينز استطاع أن يوجه ضربتين مدمرتين إلى سامي زين، وقرر أن يعتلي الحبال لينهال بوزنه على سامي زين ومن ثم قام بحاولة تثبيت أكتاف سامي زين ولكنه فشل في ذلك.
وفي المقابل قام سامي زين بتوجيه ضربته القاضية إلى كيفين أوينز ولكن الأخير صمد أمامها، وبعد ذلك تبادل الاثنين محاولات تثبيت الأكتاف بعد ضربات مدمرة ولكن كل المحاولات فشلت وسط إنبهار الجمهور. ولكن في النهاية استطاع سامي زين أن يقوم بتوجيه ضربته القاضية مرتين متتاليتين إلى كيفين أوينز ومن ثم يقوم بتثبيت أكتافه ليفوز في هذا النزال الرائع.

## منافسته على لقب WWE العالمي
بعد إصابة فين بالور في سمر سلام وتسليمه للقب أعلن ميك فولي عن مباراة بين كيفن اوينز و رومان رينز وبيغ كاس وسيث رولينز علي لقب اليونفرسل في عرض الراو 19\8\2016 وفي البداية تم اقصاء بيغ كاس وبعدها رومن رينز بسبب تدخل تربل إتش لكي يساعد كيفن اوينز وبالفعل ضرب سيث رولينز بحركته الشهيرة بيديغري وثبت اوينز رولينز لكي يصبح بطل اليونفرسل الجديد وهو في قمة الفرحة والدهشة وبعدها تم الإعلان عن مباراة بين كيفن اوينز وسيث رولينز في عرض نايت اوف تشامبيونز 2016.
النزال بدأ بحماس كيفين أوينز المعتاد والذي استغله في توجيه ضربات سريعة وقوية إلى سيث رولينز، ولكن الأخير استطاع أن يوقف تلك السلسلة السريعة من الضربات مبكرا ليبدأ هو سيطرته على النزال.
وعلى الفور بدأ سيث رولينز في استخدام حركاته الطائرة من أعلى الحبال من أجل أن يقضي على كيفين أوينز سريعا، ولكن البطل استطاع أن يوجه ضربة قوية إلى سيث رولينز في ركبته التي تعرض لإصابة بها مؤخرا.
وكانت تلك اللحظة بمثابة نقطة تحول في اللقاء حيث كان سيث رولينز يتألم بسبب تلك الركلة القوية في ركبته وهو ما استغله كيفين أوينز بشكل رائع.
وبسبب الإصابة لم يستطع سيث رولينز أن يصمد أمام ضربات كيفين أوينز وتصرفاته المغرورة ولكنه بين الحين والأخر كان يوجه ضربة خاطفة إلى كيفين من أجل أن يحصل على بعض الوقت الذي يستعيد فيه قوته.
ونجح سيث رولينز في الحصول على راحة بطريقة ذكية وهو ما أعطاه الفرصة لاستعادة السيطرة بتوجيه سلسلة ضربات سريعة ومتتالية إلى كيفين ويحاول تثبيت أكتافه ولكن الأخير معروف بإصراره ورفضه للهزيمة.
وفي نهاية النزال كان سيث رولينز على وشك الفوز في النزال ولكن كريس جيريكو اقتحم الحلبة لمحاولة إلهاء سيث رولينز ليتيح الفرصة لكيفين أوينز من أجل الفوز في النزال.
وحدثت اشتباكات بين الثلاثة في النزال أدت إلى تعرض الحكم إلى إصابة ولكن في لحظة غفلة من سيث رولينز أدخلت ستيفاني ماكمان حكم بديل وفي تلك اللحظة قام كيفين أوينز بتوجيه ضربته القاضية إلى سيث رولينز ويقوم بتثبيت أكتافه ليفوز في النزال أخيرا ويحافظ على لقب WWE العالمي.
ولكن سيث رولينز لم ينتهي بعد وتحدي كيفن اوينز مرة اخري لكن هذه المرة داخل الجحيم في الزنزانة ووافق كيفن اوينز
 النزال بدأ قويا وحماسيا كما توقعه الكثيرون وكونه النزال الثاني داخل هيل ان سيل كان على كلا من أوينز ورولينز أن يقدموا للجمهور كل ما عندهم وهو ما قاموا به بالفعل، فقد استخدموا الكثير من الأشياء مثل الطاولات والكراسي وصولا بمطفأة الحريق ! 
 خلال النزال دخل كريس جيريكو سريعا إلى الحلبة واغلق على نفسه باب القفص وتدخل في أكثر من مناسبة للاعتداء على سيث رولينز الذي كان قد نفذت كل طاقاته في مواجهة ليس كيفن أوينز فقط ولكن في مواجهة كريس جيريكو أيضا.
 النهاية جائت بحركة باور بومب قوية من كيفن أوينز ليثبت بها سيث رولينز ويحافظ على لقب WWE العالمي
وفي عرض الراو الذي يليه كيفن اوينز احتفل باحتفاظة باللقب ولكن دخل رومان رينز وقال انه لديه كتفين واحدة تحمل لقب الولايات المتحدة والثانية تريد اللقب العالمي وتحدي كيفن اوينز في رود بلوك علي اللقب العالمي ووافق كيفن اوينز علي المباراة
وقبل أن يبدأ هذا النزال كان يبدو على كيفين أوينز البطل الارتباك الشديد خاصة في ظل خلافه مع كريس جيريكو واحساسه بعدم القدرة على الدفاع عن لقبه وحده، وبدأ النزال ولكن كيفين أوينز كان يخرج من الحلبة عندما يقترب منه رومان رينز.
وقرر رومان رينز أن يجب كيفين أوينز على الدخول في أحداث النزال من خلال توجيه ضربات خاطفة له، وبدى على كيفين أوينز أنه لن يستيطع الحفاظ على لقبه.
ولكن مع الوقت دخل كيفين أوينز في أجواء النزال وبدأ في توجيه ضربات موجعة ومدمرة إلى رومان رينز من أجل الفوز عليه، ولكن رومان رينز كان له بالمرصاد في العديد من تلك الضربات، واستمر كيفين أوينز في استخدام أساليبه الماكرة في توجيه ضربات مدمرة إلى رومان رينز.
وفي ظل سيطرة كيفين أوينز على النزال كان رومان رينز بين الحين والأخر يوجه ضرباته المدمرة أيضا إلى كيفين أوينز، ولكن فجأة خرج الاثنين خارج الحلبة وقام كيفين أوينز بتوجيه ضربات باستخدام جسمه إلى رومان رينز، ومن ثم قام بوضع رومان رينز على إحدى طاولات الإذاعة وقام بالقفز عليه مرتين لتتدمر الطاولة من تحت رومان رينز.
وسريعا دخل كيفين أوينز إلى الحلبة في ظل انهيار رومان رينز خارج الحلبة وبدأ الحكم في العد ولكن رومان رينز استطاع أن يدخل إلى الحلبة قبل أن يصل الحكم إلى رقم عشرة.
وبعد تلك اللحظة المثيرة ازدادت المعركة سخونة داخل الحلبة بين الاثنين وتبادل الاثنين محاولات تثيبت الأكتاف بعد توجيه ضربات مدمرة ولكن كل تلك المحاولات فشلت من الطرفين.
وجاءت لحظة كان كل من كيفين أوينز ورومان رينز منهارين على أرض الحلبة، وحدثت المفاجأة باقتحام كريس جيريكو الحلبة، وكان الجميع يتوقع أن يقوم كريس جيريكو بالاعتداء على رومان رينز لإنقاذ كيفين أوينز، ولكن العكس حدث فقد قام كريس جيريكو بالاعتداء على كيفين أوينز وهو ما جعل الحكم ينهي اللقاء بإقصاء رومان رينز وإعلان فوز كيفين أوينز ليحافظ على اللقب. وبعد انتهاء النزال فاجأ كريس جيريكو الجميع بالاحتفال مع كيفين أوينز وهو ما أثبت أنه كان يقوم بمؤامرة لينقذ كيفين أوينز، ولكن الأمر لم ينتهى عند هذا حيث قام سيث رولينز باقتحام الحلبة وشكل ثنائي مع رومان رينز ليقوما بالانتقام من الثنائي جيريكو وأوينز وفي لليلة التالية في عرض الراو قرر المفوض الأول لعرض الراو مايك فولي ان يستدعي كيفن اوينز وكريس جيريكو ورومان رينز وقال انه مل من تدخلات كريس جيريكو الكثيرة وقرر ان يكون لرومان رينز فرصة اخري ولكن كريس جيريكو سيكون معلق داخل قفص حديدي فوق الحلبة وهذا ما ازعج جيريكو واوينز كثيرا
نزال تاريخي جمع بين رومان رينز وكيفن أوينز في رويال رامبل 2017 وعلى الرغم من أن النهاية جاءت لصالح الا ان كل منهما استحق الاحترام بعد هذا الأداء الرائع.
 المواجهة سرعان ما تحولت من خارج الحلبة إلى خارجها وتم استخدام الكراسي والسلالم الحديدية وحتى الطاولة الخشبية وسط جنون جماهيري لكل لقطة قام بها النجمان.. النهاية جاءت عندما قام برون سترومان بالتدخل لصالح كيفن أوينز في انتقام لما قام به رومان رينز وجولدبيرج من حركة سبير في راو الماضي.
 التدخل جاء ليمنح الفوز لكيفن أوينز بعد نزال قوي للغاية وليفسد على رومان رينز فرصة الحصول على لقب WWE العالمي
وفي عرض راو الذي يلي رويال رامبل دخل كيفن اوينز وكريس جيريكو لكي يحتفلا بالفوز البارحة ولكن برون سترومان دخل وطلب من اوينز وجيريكو تنفيذ الوعد وهو تدخل سترومان مقابل فرصة علي اللقب العالمي ولكن جيريكو واوينز انكروا هذا الشيء ولكن سترومان عرض مقطع فيديو فيه جيريكو واوينز يقولون لسترومان علي هذا الوعد وبعدها دخل ميك فولي واعلن عن مباراة بين كيفن اوينز و برون سترومان علي اللقب العالمي وبعد هذا الإعلان خرج اوينز وهو منزعج وقابل ستيفاني مكمان وقال لها انهم لم يتفقوا علي هذا الشيء وستيفاني تأسفت وقالت انه ستحل المشكل وبعدها بدأت في الصراخ لفولي وانه لا يجب ان يأخذ أي قرار وحده ورد عليه برد ناري وهو انها ليست المديرة الوحيدة للعرض وانه أيضا مدير وانها فقط تريد ان تجعل اوينز مدلل ولا يدافع عن لقبه ولكن المباراة كانت قوية جدا وكانت السيطرة الأكبر من ناحية برون سترومان ولكن رومان رينز تدخل وانهي المباراة لصالح برون سترومان بالإقصاء بعد ضربه بحركة سبير قوية

## عداوته مع جولدبيرج وخيانته لكريس جيريكو
في احدي عروض الراو تحدي تحدي الاسطورة بيل غولدبيرغ كيفن اوينز علي اللقب العالمي في رود بلوك ولكن بدل من ان يرد كيفن اوينز بالموافقة أو الرفض رد كريس جيريكو وقال ان اوينز يستطيع هزيمة أي شخص وانه موافق علي التحدي وكان كيفن اوينز في قمة الانزعاج مما فعله كريس جيريكو
وفي الاسبوع التالي دخل اوينز وجيريكو ليقولوا لجولدبيرج ان يدخل الي الحلبة ولكن بدل من هذا دخل المصارع الضعيف جيلدبيرج واوينز انفعل بشدة ونفذ عليه حركة بومب أب باور بومب خارج الحلبة وبعدها أعلن كريس جيريكو عن يوم الصداقة والذي سيكون الاسبوع القادم
وبعد خروج اوينز خارج الكواليس قابل تريبل اتش وقال له انه يريد ان يتحدث معه علي انفراض
وبدا يوم الصداقة بدخول جيريكو واوينز بفرقة فنون شعبية أسبانية وبعدها اهدي كريس جيريكو كيفن اوينز هدية وهي عبارة عن تمثال لشخصان يعانقان بعدهم وكان اوينز مستغرب من شكل التمثال وبعدها اهداه رسمة وكان فيها بعد الجنس وكان اوينز لجيريكو انه ليس مستعد لوضع هذه الرسمة في بيته وبعدها اهدي كيفن اوينز كريس جيريكو هدية داخل علبة وكانت عبارة عن لائحة جديدة لكن كان مكتوب عليها لاست اوف كي أو وبدا اوينز في ضرب جيريكو بوحشية وضربه داخل وخارج الحلبة وكسر عليه الرسمة والتمثال وايضا لائحة جيريكو
الجميع كان متأكد أن النزال بين جولدبيرج وكيفن أوينز على لقب WWE العالمي لن يستمر طويلا بسبب فارق الخبرة والقوة بين الاثنين
وبالفعل هذا ما حدث ولكن المفاجأة في هذا النزال بصرف النظر على الرعب المتوقع من كيفن أوينز قبل أن يبدأ النزال إلا أن لحظة بدء النزال اقتحم كريس جيريكو الحلبة بعد أن خانه كيفن أوينز منذ أسبوعين وهو ما زاد من رعب كيفن أوينز لكي لا تستمر المواجهة أكثر من دقيقة لتنتهي بفوز جولدبيرج بلقب WWE العالمي ليذهب بهذا اللقب إلى ريسلمانيا 33 ليواجه بروك ليسنر.

## عداوته مع كريس جيريكو
دخل كريس جيريكو في عرض راو الذي يلي فاست لين وهو واضح عليه اثار الضرب وكان يمشي علي عكازين وكان يسال نفس السؤال أكثر من مرة وهو لماذا يا كيفن؟ ودخل كيفن اوينز وقال هل تريد ان تعلم لماذا سأقول لك لأنك لم تكن ولن تكن صديقي ابدا فا كيفن اوينز لا يحتاج الي أصدقاء وانا ان لم افعل هذا بك فانت ستفعل ورد جيريكو وقال انه يريد الانتقام واوينز وافق ولكن علي شرط وهو ان تضع لقب الولايات علي المحك ووافق جيريكو وبعدها تم الإعلان عن المباراة بشكل رسمي بين كيفن اوينز وكريس جيريكو علي لقب الولايات المتحدة في راسلمانيا 33 وبعدها بأسبوع حاول جيركو ان يضيف اوينز للقائمة ولكن اوينز تدخل وضرب جيريكو مرة اخري ولكن بعدها بأسبوع استطاع من إضافة جيريكو ولكن خلف الكواليس
نجح كيفن أوينز في الحصول على لقب الولايات المتحدة بعد معركة قوية أمام كريس جيريكو لينهي بذلك العداوة التي استمرت لأسابيع بعد أن انقلب أوينز على صديقه المقرب جيريكو.
النزال جاء به قوة جسمانية كبيرة خاصة وأن كيفن أوينز يعتمد دائما على عنفه وعلى ايذاء الخصم بحركاته المؤلمة أما جيريكو فاعتمد أكثر على خبرته داخل الحلبة وحركته الاستسلامية ولز أوف جيريكو ولكن أوينز كان له الكلمة العليا في نهاية اللقاء.
 كيفين أوينز بهذا الانتصار يحصد لقب الولايات المتحدة للمرة الأولى في تاريخه بعد أن كان قد حصد لقب الانتركونتننتال مرتين ولقب WWE العالمي مرة واحدة.

## انتقاله إلى سماكداون لايف وعداوته مع ستايلز
في فترة الانتقالات الاخيرة انتقل كيفن اوينز الي عرض سماكداون لايف ومن أول لليلة له في سماكداون قرروا تحديد خصمه في باكلاش وتم تنظيم مباراة بين اي جاي ستايلز وبارون كوربن وسامي زين لتحديد المنافس الأول علي لقب الولايات وفاز في المباراة أي جاي ستايلز ولكن تم الإعلان ان المباراة التي بين كريس جيريكو وكيفن اوينز في عرض بايباك ستظل كما هي وان فاز كريس جيريكو سينتقل الي سماكداون لايف
وكان هذا النزال مثير وحماسي للغاية خاصة بعد أن تحول الاثنين من أصدقاء إلى أعداء بشكل كبير خلال الفترة الأخيرة.
بداية النزال كان بمحاولة كيفن أوينز سياسته المعهودة بالهروب من الخصم خارج الحلبة حتى تتثنى له الفرصة من أجل الانقضاض على خصمه، وهو ما استطاع أ، يفعله في بداية النزال ولكن كريس جيريكو كان يستخدم خطته أيضا في محاولة منه للسيطرة على كيفن أوينز.
ووصل النزال لمرحلة مثيرة للغاية عندما استطاع كريس جيريكو أن يجبر كيفن أوينز على الاستسلام في نهاية النزال ليخطف بطولة الولايات المتحدة.
وبعد فوز كريس جيريكو ببطولة الولايات المتحدة انضم بذلك رسميا إلى عرض سماكداون بعد أن كان من نجوم عرض راو
وتم الإعلان عن مباراة بين جيريكو واوينز علي لقب الولايات المتحدة في عرض سماكداون التالي ولكن كانت المفاجاة فوز كيفن اوينز وضربه لجيريكو بطريقة عنيفة جدا ومبالغ فيها لدرجة الإصابة
وبعدها أصبحت المباراة رسمية بين كيفن اوينز واي جاي ستايلز علي لقب الولايات المتحدة في باكلاش
الكل خلال الفترة الأخيرة كان يشكك في قدرة كيفن أوينز على الانتصار من النزالات التي يخوضها خاصة وأنه دائما ما يحصل على مساعدة خارجية ولكن عندما وجد نفسه سيواجه الاستثنائي أي جي ستايلز ليدافع عن بطولة الولايات المتحدة قرر أن يخرج معدنه الأصيل.
كيفن أوينز في بداية النزال على بطولة الولايات المتحدة كان يشعر بالتوتر بشكل كبير ويحاول الهروب من الالتحام مع ستايلز وهو ما كان ظاهرا بشدة.
ولكن خلال الفترة كان كيفن أوينز يحاول أن يحدد نقطة ضعف أي جي ستايلز وهو ركبته اليمنى التي كان يشتكي من آلام بها خلال الفترة الأخيرة.
واستطاع كيفن أوينز أن يوجه ضربة موجعه إلى ركبة أي جي ستايلز التي قللت من قوته داخل الحلبة وهو ما استغله كيفن أوينز بذكاء شديد حيث أوقف كل ضربات ستايلز المدمرة.
ولكن نهاية النزال كان غريبة للغاية وتدل على أن ذكاء شديد منه حيث كان ستايلز يحاول أن يوجه له ضربة قوية على طاولة المعلقين ولكن أوينز بذكاء أسقط ساق ستايلز داخل الطاولة وهو ما جعلها تعلق في الأسلاك الكهربائية وعلى الفور عاد إلى الحلبة وبدأ الحكم في العد إلى عشرة ولم يستطع ستايلز أن يتخلص من الأسلاك ليعلن الحكم فوز كيفن أوينز وحفاظه على بطولة الولايات المتحدة

## مشاركته في موني إن ذا بانك
في عرض سماكداون لايف الذي يلي عرض باكلاش 2017 أعلن شين ماكمان بأن المشاركين في النزال الرئيسي لموني إن ذا بنك الذي يحاول فيه نجوم سماكداون خطف الحقيبة الذهبية التي تتيح لحاملها المنافسة في أي وقت على لقب WWE خلال عام كامل.
 المشاركين في نزال ماني إن ذا بانك الرئيسي هم كالتالي: أي جاي ستايلز بارون كوربن سامي زين دولف زيجلر شنسكي ناكامورا كيفن أوينز

## حياة شخصية
ستين كان يمارس العديد من الرياضات المتنوعة مثل الهوكي والبيسبول، وقد أراد أن يصبح مصارع عندما شاهد راسلمينيا 6 مع والده، 

ستين متزوج ولديه ولد أسمه أوين وبنت أسمها أيلودي ليلا.

## في المصارعة
- الحركات القاضية
- بومب أب باور بومب

على هيئة كيفين ستين 
- كروس فيس
- فيس باستور
- باكنغ بيلترايفر
- شارب شوتر
- أف ساينك
- الحركات الخاصة
- فروغ سبلاش
- كانونبال
- أنزيغوري
- غو هوم درايفير
- سوبر كيك
- ستين برايكر
- سليبر سوبلكس
- سومرسولت ليغ دروب
- أسماء يلقب بها
- كيفن اوينز شو
- وجه أمريكا

## بطولاته وأنجازاته
- AAW Heavyweight Championship مرة واحدة
- C*4 Championship مرة واحدة
- C*4 Tag Team Championship مرة واحدة
- CRW Tag Team Championship مرة واحدة
- EWR Heavyweight Championship مرتان
- CZW Iron Man Championship مرة واحدة
- IWS Canadian Championship مرة واحدة
- IWS World Heavyweight Championship ثلاث مرات
- NSPW Championship مرة واحدة
- PWG World Championship ثلاث مرات
- PWG World Tag Team Championship ثلاث مرات
- صنفته PWI في المركز 10 من بين 500 مصارع لسنة 2013
- ROH World Championship مرة واحدة
- ROH World Tag Team Championship مرة واحدة
- مصارع السنة لسنة 2005
- 2CW Heavyweight Championship مرة واحدة
- 2CW Tag Team Championship مرة واحدة
- NXT Championship مرة واحدة
- WWE Intercontinental Championship مرتين
- WWE Universal Championship مرة واحدة
- WWE United States Championship مرتين

## روابط خارجية
- كيفن أوينز على موقع IMDb (الإنجليزية)
- كيفن أوينز على موقع قاعدة بيانات الفيلم (الإنجليزية)
- كيفن أوينز على موقع دبليو دبليو إي (الإنجليزية)
- كيفن أوينز على موقع WrestlingData.com (الإنجليزية)
- كيفن أوينز على موقع CageMatch worker (الإنجليزية)
- كيفن أوينز على موقع قاعدة بيانات المصارعة على الإنترنت (الإنجليزية)
- كيفن أوينز على موقع عالم المصارعة على الإنترنت (الإنجليزية)
- كيفن أوينز على موقع عالم المصارعة على الإنترنت (الإنجليزية)